# Ballan (Australie)
Pour les articles homonymes, voir Ballan.
Ballan est un village de l'état de Victoria en Australie. Il est situé à 81 km au nord-ouest de Melbourne, sur la Western Freeway et la Werribee River. En 2006, il comptait 1 808 habitants.